# Dawit Estifanos
Dawit Estifanos (ur. 27 lutego 1988) – piłkarz etiopski grający na pozycji pomocnika.

## Kariera klubowa
Swoją karierę piłkarską Dawit rozpoczął w klubie Dedebit FC ze stolicy kraju, Addis Abeby. W jego barwach zadebiutował w 2009 roku w pierwszej lidze etiopskiej. W sezonie 2009/2010 zdobył z nim Puchar Etiopii. W 2010 roku przeszedł do innego stołecznego klubu, Ethiopian Coffee SC. W sezonie 2010/2011 wywalczył z nim mistrzostwo Etiopii. Następnie grał w takich klubach jak: Dire Dawa City SC (2015-2016), EEPCo (2016-2017), Fasil Kenema SC (2017), Defence Force SC (2018-2020), z którym w 2018 zdobył Puchar Etiopii, Sebeta City FC (2020-2021) i Jimma Aba Jifar FC (2021-2022).

## Kariera reprezentacyjna
W reprezentacji Etiopii Dawit zadebiutował w 2012 roku. W 2013 roku został powołany do kadry na Puchar Narodów Afryki 2013.